# Joan Schenkar
Joan Schenkar (geboren 15. August 1942 in Seattle; gestorben 5. Mai 2021 in Paris) war eine US-amerikanische Schriftstellerin und Dramatikerin.

## Leben
Joan Schenkar wuchs in Seattle auf und besuchte als Kind dort die Ballettschule am Cornish College of the Arts. Sie studierte englische und amerikanische Literatur am Bennington College, University of California at Berkeley und State University of New York, Stony Brook mit einem B.A. als Abschluss. 1976 brachte sie ihr erstes Stück Cabin Fever im Theater La Mama in Hollywood, Los Angeles, heraus. 1977 stieß sie zu dem Writer's Project von Joseph Chaikin. Sie hat in freien Theatergruppen gearbeitet und war Gründerin und künstlerische Direktorin der „Force Majeure Productions“ in New York City.  Nach eigenen Angaben wurden ihre vierzig Stücke über fünfhundertmal auf der Bühne aufgeführt und im Radio und Fernsehen produziert.   
Schenkar wurde als „Writer in Residence für Schauspiel“ an verschiedene Hochschulen eingeladen. Sie war Alumna der „New Dramatists“, Mitglied der Authors Guild, der Dramatists Guild of America, des P.E.N., der Société des auteurs et compositeurs dramatiques und der Brontë Society.    
Schenkar hat im Jahr 2000 eine Biografie über Dolly Wilde (1895–1941), die Nichte von Oscar Wilde und Geliebte von Natalie Clifford Barney, veröffentlicht. Sie beschäftigte sich mehrere Jahre mit dem Werk von Patricia Highsmith und hat im Jahr 2009 eine große Biografie über sie veröffentlicht. Das Buch wurde 2010 von der New York Times als „Notable Book“ bezeichnet, erhielt einen Lambda Literary Award und wurde 2009 für den Edgar Award und den Agatha Award nominiert. 
Schenkar lebte in Greenwich Village und in Paris, wo sie im Mai 2021 im Alter von 78 Jahren starb.

## Werke (Auswahl)
- Signs of life : a drama. New York : S. French, 1980
- Cabin fever : a comedy of menace. New York : S. French, 1984
- Signs of Life: 6 Comedies of Menace. Herausgegeben und mit einem Vorwort von Vivian Patraka. Middletown, Conn. : Wesleyan University Press, 1998 (enthält: Cabin fever, Signs of life, Fulfilling Koch's postulate, The last of Hitler, The universal wolf, Burning desires.)
- The last of Hitler. Drama. Alexandria, VA : Alexander Street Press, 2005
- The universal wolf. Drama. Alexandria, VA : Alexander Street Press, 2005
- Burning desires. Drama. Alexandria, VA : Alexander Street Press, 2005
- Fulfilling Koch's postulate. Drama. Alexandria, VA : Alexander Street Press, 2005
- Bucks and does. Drama. Alexandria, VA : Alexander Street Press, 2006
- The lodger. Drama. Alexandria, VA : Alexander Street Press, 2006
- Mr. Monster. Drama. Alexandria, VA : Alexander Street Press, 2006
- Family pride in the 50's. Drama. Alexandria, VA : Alexander Street Press, 2006
- Between the acts : a capitalist fairy tale. Drama. Alexandria, VA : Alexander Street Press, 2006
- Truly Wilde: The Unsettling Story of Dolly Wilde. New York, N.Y. : Basic Books, 2000
- Fire in the future : libretto for a new music theatre piece about Joan of Arc.  Alexandria, VA : Alexander Street Press, 2006
- The talented Miss Highsmith : the secret life and serious art of Patricia Highsmith. New York : St. Martin's Press, 2009 (Die talentierte Miss Highsmith. Leben und Werk von Mary Patricia Highsmith. Aus dem Amerikan. von Renate Orth-Guttmann, Katrin Betz und Anna-Nina Kroll. Diogenes, Zürich 2015, ISBN 978-3-257-06898-6)

als Herausgeberin
- Patricia Highsmith: Selected novels and short stories. New York, NY : W. W. Norton & Co, 2011
- Tereska Torrès: Women's barracks. Nachwort von Judith Mayne. Interview mit der Autorin von Joan Schenkar. New York : Feminist Press at the City University of New York, 2005